# Гайдамаки (альбом)
«Гайдамаки» — перший студійний альбом українського гурту «Гайдамаки». В Україні він був виданий на лейблі «COMP MUSIC» у грудні 2001 року.

## Про альбом

### Запис
Після підписання контракту з COMP/EMI, та зміни назви з «Актусу» на «Гайдамаки», хлопці почали міркувати над тим, які пісні краще записати у студії. Взагалі треба сказати, що перед записом над колективом стояло питання — чи можна в Україні зробити запис, який би задовільнив закордонні інді-лейбли; чи можна це зробити в Україні, або ж потрібно їхати за кордон. Але, як з’ясувалося, їхати нікуди не треба. Для того не потрібно серйозних (з точки зору звукозапису) фінансових вливань та закордонної інфраструктури. І студія, і звукорежисери — все це, в Україні є, але найголовніше, щоб були люди, яким потрібна така музика. Запис тривав впродовж літа 2001 року на хоч і тісній, але затишній студії «Гайдамаки». Дещо з робочого процесу було відзнято знімальною групою каналу M1 і трохи згодом було показано у передачі «Web-камера».

### Музика
Недарма альбом отримав таку назву. Композиції, представлені на платівці, є квінт-ессенцією музики, яку грає гурт. Тут є інтерпретації як українських, так і румунських, балканських та західнослов’янських народних співів та мелодій, які філігранно поєднуються з такими музичними стилями як реггі, ска, джаз-рок та ін.

## Реліз
У музичних крамницях України, платівка з’явилася у грудні 2001, а презентація дебютного CD відбулася 16 січня 2002 року в київському клубі «ОстаNNя барикада». Прес-конференція відбулася за участю журналістів всеукраїнських телерадіокомпаній, друкованих видань та музичних агенцій.

### Подробиці щодо закордонних видань
У Словаччині та Чехії альбом був виданий на місцевих підрозділах фірми EMI: EMI Slovak Licensee та EMI Music Czech Rep. відповідно. Право видати альбом у Росії було придбане російським підрозділом фірми EMI — Gala Records, але з невідомих причин російське видання альбому так і не побачило світ. Також, десь у середині березня 2002 року, на невеликому інді-лейблі «Hemisphere» (Лондон), мав відбутися реліз у Британії, але через невідомі причини реліз був відкладений на початок літа того ж року.

## Композиції
1. Святвечір (3:08)
2. Маланка (3:09)
3. KarpatenSka (2:37)
4. Полісся (3:44)
5. Червоні вершники (3:22)
6. Біла-біла (2:47)
7. Жнива (3:31)
8. Кавалок (instrumental) (1:57)
9. Ой то не ружа (2:40)
10. Авже років двісті (6:43)
11. Тіні забутих предків (5:05)
12. Нехай, нехай (3:55)

Музика — Гайдамаки

Вірші — Олександр Ярмола

крім 9—11 — вірші народні

## Музиканти

### «Гайдамаки»
- Олександр Ярмола — спів, сопілка, лірика
- Іван Леньо — акордеон, ліра, спів
- Руслан Трочинський — тромбон
- Владислав Павлов — гітара
- Руслан Оврас — барабани, перкусія
- Володимир Шерстюк — бас-гітара, дримба

### Запрошені музиканти
- Євген Гориславський — труба (5—7)
- Віталій Панцьо — цимбали (2)
- Тарас Компаніченко — спів (10)
- Філіп Ярмола — спів (7)

## Додаткова інформація
Запис зроблено на студії «Гайдамаки»

Мастерінг — Влад Гримальский

Дизайн обкладинки — Марина Дяченко

Фото — Геннадій кравець, «Еталон-студія»

## Цікаві факти
- Пузо з татуюванням, яке зображено на обкладинці альбому, належить брату Івана Леньо — українському емігранту з Нью-Йорку.
- KarpatenSKA — таким словом німці, після виступу на одному з фестивалів, назвали стиль у якому грають Гайдамаки. Хлопцям це так сподобалось, що вони деякий час, навіть хотіли так назвати свою дебютну роботу.

## Відео
У липні 2002 року кліпмейкером Віктором Придуваловим був знятий кліп на пісню «Полісся». 
Також, у серпні того ж року, гурт виступив у передачі Tvій формат, на музичному каналі M1. До ефіру каналу потрапило декілька відео з тієї передачі, а відео на пісню «Біла-біла» потрапило до місцевого хіт-параду.